# Dela Maria Vaags
Dela Maria Vaags (Aalten, 29 december 1956 – Amsterdam, 29 juli 2011) was een Nederlands actrice.
Vaags studeerde in 1981 af aan de Academie voor Expressie door Woord en Gebaar. Na deze studie volgde ze privélessen bij onder anderen Ton Lutz, Shireen Strooker, Hans Hoes, Rudolf Lucieer, Warren Robertson en Ad van Kempen. Na haar opleiding richtte zij met onder anderen Martine van Os de theatergroep Dames & Heren op. Op de Nederlandse televisie is ze vooral bekend door haar rol als Regina Jongschaap in de door Marjan Berk geschreven dramaserie Vrouwenvleugel. In 1994 won de serie de Gouden Televizier-Ring voor beste televisieprogramma. Verder heeft ze gastrollen gehad in Goede tijden, slechte tijden en Medisch Centrum West, en speelde ze onder andere in enkele van de Sinterklaasfilms van Martijn van Nellestijn.
Daarnaast speelde ze een seizoen bij het Theater van de Lach van John Lanting. En speelde ze onder andere bij Stichting de Verwarring Zoo Story van Edward Albee en het stuk de Overgang bij Stichting de Nel.
In 2007 werd bij Vaags baarmoederhalskanker geconstateerd. Ze overleed vier jaar later, op 54-jarige leeftijd. Ze liet een zoon achter.

## Filmografie

### Televisie
- In de Vlaamsche pot - Marielle (1990)
- Goede tijden, slechte tijden - Conrectrice Leeman (1991)/Emmy Wart (2008)
- Medisch Centrum West - Petra Tersteeg (1991)
- Vrouwenvleugel - Regina Jongschaap (1993-1995)
- Seth & Fiona - Regina Jongschaap (Gastrol in aflevering 11, Afscheid) (1994)
- Club van Sinterklaas - Mevrouw Korporaal (2008)

### Film
- De Avonden - Pim (1989)
- Romeo - vriendin (1990)
- Het Labyrith der Lusten - Jaqueline (1991)
- Dagboek van een zwakke yogi - Loes van Moorsel (1993)
- Sinterklaas en de Gemene Secretaresse - Mevrouw Graag (1999)
- Sinterklaas en het Gevaar in de Vallei - Mevrouw Graag (2003)
- Sinterklaas en het Geheim van de Robijn - Mevrouw Graag (2004)